# Karl Gräfe
Karl Gräfe (* 12. Januar 1878 in Borlas; † 26. März 1944 in Freiberg) war ein deutscher Pädagoge, Dichter und Komponist. 
Karl Gräfe wurde nach seiner Ausbildung an den Lehrerseminaren Dresden-Friedrichstadt und Dresden-Plauen 1898 Hilfslehrer in Johnsbach bei Glashütte. Von 1901 bis zu seiner Pensionierung war er als Lehrer und seit 1931 als Oberlehrer in Rechenberg-Bienenmühle tätig. Vor Ort engagierte er sich in verschiedenen Vereinen wie dem Erzgebirgszweigverein, in dem er als Schriftführer fungierte, dem Turnverein „Eintracht“ und dem Militärverein. 1937 setzte er sich in Freiberg zur Ruhe, wo er 1944 im Alter von 66 Jahren starb.
In seiner Freizeit dichtete und komponierte er. In Summe entstanden über 200 Gedichte – teils in Hochdeutsch und teils in osterzgebirgischer Mundart –, ferner Märchen, Kurzgeschichten oder Erzählungen. Zu seinen bekanntesten Titeln zählt das 1926 als Liedpostkarte erschienene Heimatlied „Mein Rechenberg im Muldental“.